# ای‌اس‌ال ایرلاینز فرانسه
ای‌اس‌ال ایرلاینز فرانسه (به فرانسوی: ASL Airlines France) که پیش‌تر با نام یوروپ ایرپست (به فرانسوی: Europe Airpost) شناخته می‌شد، یک شرکت هواپیمایی باری و پستی با کد یاتا 5O است که در تاریخ ۱۹۹۱ میلادی تأسیس شده است. دفتر مرکزی ای‌اس‌ال ایرلاینز فرانسه در ترامبله آنفرانس، فرانسه واقع شده‌است و قطب این شرکت هواپیمایی در فرودگاه شارل دوگل پاریس قرار دارد.